# Snow volley
Lo snow volley è la versione invernale del beach volley che si gioca in campi di neve anziché di sabbia.
Per lo snow volley vengono applicate esattamente le stesse regole vigenti per il beach volley, rilasciate dalla Federazione internazionale di volleyball (FIVB).
L'area di gioco è un rettangolo che misura 16x8m circondato da una zona libera larga almeno 3m; il campo è delimitato da linee di gioco larghe 5–8 cm mentre l'altezza e le caratteristiche della rete sono le stesse della pallavolo (2.24m per le donne e 2.43 per gli uomini).
Il numero di partecipanti per squadra è di due giocatori e non sono ammessi cambi; i giocatori sono liberi di disporsi all'interno del campo da gioco, eccezion fatta per il giocatore di servizio. Il fallo di posizione non è previsto, deve essere rispettato l'ordine del servizio e un membro della coppia riveste il ruolo di capitano. Si gioca con scarpe con un buon carro armato o con tacchetti che possano fornire una buona presa sul terreno, come ad esempio quelle da calcio o da trekking, a meno di specifiche e momentanee autorizzazioni.

## La storia
Lo snow volley è nato in Russia nel 2006 come torneo tradizionale di Natale. Dal 2009 è stato praticato anche in Austria dove nel corso degli anni è diventato molto popolare: è qui che è nato il primo tour europeo.
Nel 2011 la Federazione pallavolo austriaca ha riconosciuto lo snow volley come sport ufficiale. Nel 2015 anche la Confederazione europea di volleyball CEV ha ufficializzato questo sport ed ha annunciato l’organizzazione del primo Campionato europeo di snow volley nel 1º trimestre 2016.

## Lo snow volley in Italia
Lo snow volley ha toccato per la prima volta l’Italia nel 2013, grazie ad una tappa del circuito austriaco organizzata a Kronplaz – Plan De Corones (BZ), ancora svolta ed organizzata principalmente in lingua tedesca.
Il 28 e 29 marzo 2015 Snow volley Italia organizza il primo torneo italiano di snow volley a Prato Nevoso (CN).  Alla prima edizione parteciparono più di 150 persone che si sfidarono su 7 campi costruiti all'interno della famosa conca di Prato Nevoso, con circa 60 squadre iscritte nelle tre categorie: 2vs2 maschile, 2vs2 femminile, 4vs4 misto
Il 26-27-28 marzo 2016 snow volley Italia organizza il 2º torneo italiano di snow volley, sempre nella stessa località, allestendo 17 campi da gioco sul quale si sfidarono circa 170 squadre nelle categorie 2vs2 maschile, 2vs2 femminile, 2vs2 misto e 4vs4 misto.
Per la stagione 2021-2022 la Federazione Italiana Pallavolo (FIPAV) organizza il Campionato Italiano assoluto di Snow Volley 2022, disputato in soli due turni: 19/20 febbraio 2022 a Prato Nevoso (CN) e 1/3 aprile 2022 nella stessa località.